# Cingulacirsa cingulina
Cingulacirsa cingulina is een slakkensoort uit de familie van de Epitoniidae. De wetenschappelijke naam van de soort is voor het eerst geldig gepubliceerd in 1946 door Kuroda.